# Guillaume d'Alzonne de Marcillac
Guillaume d'Alzonne de Marcillac, mort le 6 janvier 1355 à Cournanel, est un prélat français du XIVe siècle. 
Il est abbé de Lagrasse de 1309 jusqu'en 1333 puis il devient évêque d'Alet, siège qu'il occupe de 1333 à 1355.

## Biographie

### Abbé de Lagrasse
En 1315, Guillaume d'Alzonne conclut un accord avec les consuls de Lagrasse au sujet des droits fiscaux sur les vendanges que l'abbé abandonne et du rétablissement de la halle du marché dans le centre du village, autorisé par l'abbé,. 
En 1329, il conclut une autre transaction avec l'évêque de Carcassonne Pierre Rodier. Il reconnaît la juridiction de l'évêque sur le village de Lagrasse, à la condition que celui-ci juge les causes ecclésiastiques concernant des habitants de Lagrasse à la cour de Carcassonne, et non à Lagrasse même.
Sous son abbatiat, en 1332/1336, l'abbaye de Lagrasse se dote d'un nouveau statut, qui limite le nombre de moines à soixante-dix, plus l'abbé. Auparavant, ils étaient une centaine. Ce statut marque la prééminence de l'abbé et des onze moines les plus anciens pour l'admission des nouveaux moines. L'abbé nomme le premier entrant, les onze moines anciens nomment les onze suivants et l'abbé celui d'après.

### Évêque d'Alet
Dans l'église Saint-André d'Alet, la clef de voûte de la chapelle Saint-Benoît porte une arbalète d'or sur un champ de gueules, armes de Guillaume d'Alzonne. C'est donc Guillaume d'Alzonne qui a fait bâtir cette chapelle et le clocher qui la surmonte.
À la mort de Guillaume d'Alzonne la maison épiscopale d'Alet est l'objet d'un inventaire qui permet d'en mesurer l'importance. Elle comporte une grande salle et une chapelle, deux études, une vingtaine de chambres dont deux pour l'évêque, une dite de parement et l'autre, sa chambre à coucher, dite de retrait.